# Otopharynx tetraspilus
Espèce
Statut de conservation UICN

 LC : Préoccupation mineure
Otopharynx tetraspilus est une espèce africaine de poissons d'eau douce de la famille des Cichlidae.

## Répartition
Otopharynx tetraspilus est endémique du Malawi où elle se rencontre dans le sud-est du lac Malawi mais également dans le lac Malombe et dans la rivière Shire.

## Description
Otopharynx tetraspilus peut mesurer jusqu'à 156 mm de longueur totale. Ce poisson se nourrit d'algues et de petits crustacés.

## Aquariophilie

### Dimorphisme
Adulte cette espèce de Cichlidae est très simplement différentiable. En effet le mâle est clairement plus grand et surtout de coloration plus vive ; la femelle reste plus terne blanc/argentée avec trois taches noires latérales. Le mâle possède également la terminaison des nageoires impaires plus effilées, plusieurs ocelles anales et un fin liseré orangé au moins sur la partie molle de la nageoire dorsale.

### Reproduction
Cette espèce est incubatrice buccale maternelle, les femelles gardent les œufs, larves et tout jeunes alevins environ trois semaines, protégés dans leur gueule (sans manger ou en filtrant très légèrement les micro-détritus). Les mâles peuvent se montrer très insistants dès les premières maturités sexuelles des femelles, il est préférable de maintenir cette espèce en groupes de plusieurs individus (au moins en « trio » : un mâle pour deux femelles), de manière à diviser l'agressivité d'un mâle dominant sur plusieurs individus. À la sortie de la bouche de la femelle tous les jeunes sont de coloration gris/brun et ce n'est que lorsqu'ils atteignent la taille de 5 à 6 cm que les premiers mâles commencent à changer de couleur et adopter un comportement plus territorial.

### Croisement, hybridation, sélection
Il est impératif de maintenir cette espèce et le genre Otopharynx seul ou en compagnie d'autres espèces, d'autres genres, mais de provenance similaire (lac Malawi), afin d'éviter toute facilité de croisement. Le commerce aquariophile a également vu apparaître un grand nombre de spécimens provenant d'Asie et d'Europe de l'est notamment et aux couleurs des plus inhabituelles ou albinos, dues à la sélection, l'hybridation et autres procédés chimiques des laboratoires.

## Statut de conservation
L’UICN place cette espèce en "Préoccupation mineure" (LC) car largement répandue.

## Dénominations
Cette espèce n'a pas de nom normalisé en français et ne semble pas avoir de noms communs dans le commerce aquariophile
En allemand ce poisson est appelé Vierfleck-Otopharynx et au Malawi, en langue nyanja, Saguga.

## Systématique
Le nom valide complet (avec auteur) de ce taxon est Otopharynx tetraspilus (Trewavas, 1935).
L'espèce a été initialement classée dans le genre Haplochromis sous le protonyme Haplochromis tetraspilus Trewavas, 1935,.
Otopharynx tetraspilus a pour synonymes :
- Cyrtocara tetraspilus (Trewavas, 1935)
- Haplochromis tetraspilus Trewavas, 1935

### Étymologie
Son épithète spécifique, tetraspilus, dérive de la combinaison en grec ancien du préfixe τετρα- (tetra-), « quatre », et σπίλος (spilos), « tache », et fait référence aux quatre taches que présente cette espèce (une sur l'opercule, deux sur la ligne latérale et une dernière sur le pédoncule caudal).

### Publication originale
- (en) Ethelwynn Trewavas, « A synopsis of the Cichlid Fishes of Lake Nyasa », Annals and Magazine of Natural History, Londres, Taylor & Francis, vol. 16, no 91,‎ juillet 1935, p. 65-118 (ISSN 0374-5481, OCLC 1481361, DOI 10.1080/00222933508655026, lire en ligne).